# Los Bancos, Puebla
Los Bancos är en ort i Mexiko.   Den ligger i kommunen San Matías Tlalancaleca och delstaten Puebla, i den sydöstra delen av landet, 70 km öster om huvudstaden Mexico City. Los Bancos ligger 2 327 meter över havet och antalet invånare är 159.
Terrängen runt Los Bancos är varierad. Runt Los Bancos är det tätbefolkat, med 511 invånare per kvadratkilometer. Närmaste större samhälle är San Martin Texmelucan de Labastida, 5,8 km sydost om Los Bancos. Omgivningarna runt Los Bancos är en mosaik av jordbruksmark och naturlig växtlighet.